# 退社
退社（たいしゃ）
- 一般社団法人、会社、特定非営利活動法人、医療法人その他の（広義の）社団・社団法人の構成員たる社員の地位にある者が、その地位を辞すこと。本稿で記述する。
- 入社の対義語。会社の従業員等が、その会社を辞めること。 → 「退職」を参照
- 出社の対義語。会社の従業員が、定められた労働時間の労働を終えて勤務している会社の事業所から帰宅すること。 → 「退勤」を参照

退社（たいしゃ）とは、社団の構成員である社員が、その地位から離脱することをいう。持分会社等では社員の地位（社員権、持分）を譲渡することができ、この場合、社員の地位は第三者に移転するだけであるが、社員が退社すると社員の地位そのものが消滅する。
退社の要件は、法人の種類によって異なるが、各法律や定款に定められた一定の要件を満たせば任意に退社でき、又は強制的に退社させられる。ただし、株式会社では原則として退社が認められておらず（出資返還禁止原則）、社員（株主）が社員の地位を離脱するには、その地位（株式）を譲渡するしかない。
一般に、社員の欠亡が法人の解散事由とされているため、社員全員が退社した場合、その法人は解散する。
なお、芸能プロダクションと専属マネジメント契約を結ぶことを常態とする芸能人が所属事務所との契約を解除した際に「退社」や「解雇」といった表現が慣例として使用される場合が少なからずあるが、これは委任契約の解消に当たる行為であるため、このような言葉の使い方は厳密に言えば誤用である。